# 보험계약

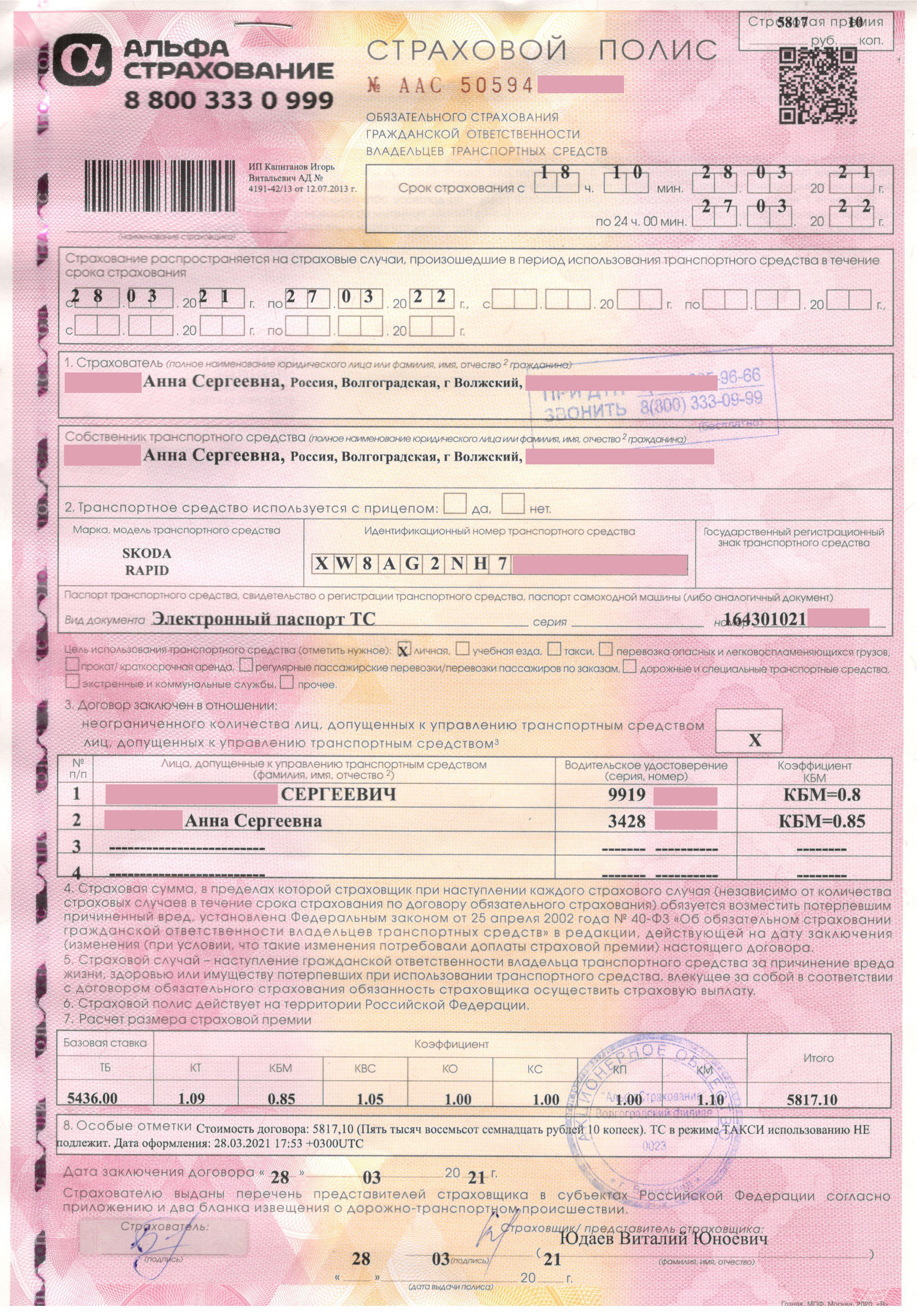

보험계약(保險契約)은 당사자의 일방(보험계약자)이 약정한 보험료를 지급하고 상대방(보험자)이 재산 또는 생명이나 신체에 관하여 불확정한 사고가 생길 경우에 일정한 보험금액 기타의 급여(給與)를 지급할 것을 약정함으로써 효력이 생기는 계약이라고 정의한다. 그러나 이러한 추상적 정의로써 반드시 구체적인 유사한 성질의 계약을 구별할 수 있을 것인가 하는 비판도 있다.

## 학설
종래 보험계약을 정의하기가 매우 곤란하여 많은 학설의 대립이 있었는데, 그것은 보험계약이 일반적인 전형계약(典型契約)의 유형에 맞지 아니하고, 손해보험과 생명보험을 통합하여 공통되는 정의를 내리기가 곤란하며, 보험계약을 단독 고립된 계약으로 볼 것인가 보험사업의 단체성에 착안하여 정의할 것인가 하는 문제가 해결되지 못한 데에 이유가 있다.

## 법적 성질
(1) 불요식 낙성 계약
```
- 계약성립과 관련하여 특별한 형식을 요하지 않음
- 단지 계약 당사자간의 의사표시만으로 계약이 성립함
- 보험계약자의 보험료와 계약성립은 관련이 없음
```

(2) 선의계약성
```
- 모든 계약에서 신의성실의 원칙이 적용되지만 보험계약은 보험사고의 불확실성을 전제로 체결되는 사행계약적 성격으로 최대선에 기초해야 함
```

(3) 사행계약성
```
- 보험계약에서 보험금지금은 장래의 우연한 사고에 의해 이루어지므로 우연성에 기초한 사행계약이 존재
```

(4) 상행위성
(5) 유상쌍무계약성
(6) 계속계약성
(7) 독립계약성

## 계약의 청약과 승낙
보험계약은 적법한 청약과 승낙에 의하여 성립한다. 다만, 보험자가 보험계약자로부터 보험계약의 청약과 함께 보험료 상당액 전부 또는 일부의 지급을 받은 때에는 다른 약정이 없으면 30일 내에 그 상대방에 대하여 낙부의 통지를 발송하여야 한다. 만약 위 기간 내에 낙부통지를 하지 않은 경우에는 승낙한 것으로 본다.

### 고지의무
- 의의 및 법적 성질: 보험계약 당시에 보험계약자 또는 피보험자는 계약에 관한 중요한 사실을 고지하여야 할 의무를 진다. 고지의무는 보험계약서의 선의계약성 또는 사행계약성에 따른 보험계약의 전제조건으로서의 간접의무이다.
- 고지의무자와 상대방: 보험계약자와 피보험자가 고지의무자이며, 보험자와 고지수령권한을 가진 자가 그 상대방이다.
- 고지의 시기 및 방법: 고지는 보험계약성립시까지 하여야 하며, 그 방법에는 서면이든 구두에 의하든 제한이 없다.
- 중요한 사항: 고지할 중요한 사항은 보험자가 그 사실을 알고 있었으면 계약을 체결하지 않았거나 또는 동일한 조건으로 계약을 체결하지 않았을 것이라고 객관적으로 생각되는 사정을 말한다[2].
- 고지의무위반: 보험계약자 또는 피보험자가 중요한 사항을 고의 또는 중대한 과실로 고지하지 않았거나 부실고지를 한 경우에는 보험자는 그 사실을 안 날로부터 1월 내, 계약성립일로부터 3년 내에 한하여 보험계약을 해지할 수 있다[3].
- 해지: 보험자는 고지의무를 위반한 사실과 보험사고의 발생 사이의 인과관계를 불문하고 상법 제651조에 의하여 고지의무위반을 이유로 계약을 해지할 수 있다[4] 보험자가 다른 보험계약의 존재 여부에 관한 고지의무 위반을 이유로 보험계약을 해지하려면 보험계약자 또는 피보험자가 다른 보험계약의 존재를 알고 있는 외에 그것이 고지를 요하는 중요한 사항에 해당한다는 사실을 알고도, 또는 중대한 과실로 알지 못하여 고지의무를 다하지 아니한 사실을 입증하여야 하며[2] 주장, 입증책임은 보험계약자 측에 있다[5] 보험사고의 발생이 보험계약자가 불고지하였거나 불실고지한 사실에 의한 것이 아니라는 것이 증명된 때에는 그 불고지나 불실고지를 이유로 보험계약을 해지할 수 없다.[6]

### 통지의무

##### 위험변경, 증가의 통지의무
제652조 (위험변경증가의 통지와 계약해지) (1) 보험기간중에 보험계약자 또는 피보험자가 사고발생의 위험이 현저하게 변경 또는 증가된 사실을 안 때에는 지체없이 보험자에게 통지하여야 한다. 이를 해태한 때에는 보험자는 그 사실을 안 날로부터 1월내에 한하여 계약을 해지할 수 있다.
(2) 보험자가 제1항의 위험변경증가의 통지를 받은 때에는 1월내에 보험료의 증액을 청구하거나 계약을 해지할 수 있다.

##### 보험사고발생의 통지의무
제657조 (보험사고발생의 통지의무) (1) 보험계약자 또는 피보험자나 보험수익자는 보험사고의 발생을 안 때에는 지체없이 보험자에게 그 통지를 발송하여야 한다.
(2) 보험계약자 또는 피보험자나 보험수익자가 제1항의 통지의무를 해태함으로 인하여 손해가 증가된 때에는 보험자는 그 증가된 손해를 보상할 책임이 없다.

## 보험계약의 종료
제650조의2 (보험계약의 부활) 제650조 제2항에 따라 보험계약이 해지되고 해지환급금이 지급되지 아니한 경우에 보험계약자는 일정한 기간내에 연체보험료에 약정이자를 붙여 보험자에게 지급하고 그 계약의 부활을 청구할 수 있다. 제638조의2의 규정은 이 경우에 준용한다.

## 상해보험계약
제737조 (상해보험자의 책임) 상해보험계약의 보험자는 신체의 상해에 관한 보험사고가 생길 경우에 보험금액 기타의 급여를 할 책임이 있다.

## 관련조문
제638조 (의의)
보험계약은 당사자 일방이 약정한 보험료를 지급하고 상대방이 재산 또는 생명이나 신체에 관하여 불확정한 사고가 생길 경우에 일정한 보험금액 기타의 급여를 지급할 것을 약정함으로써 효력이 생긴다.
제638조의2 (보험계약의 성립) 
①보험자가 보험계약자로부터 보험계약의 청약과 함께 보험료 상당액의 전부 또는 일부의 지급을 받은 때에는 다른 약정이 없으면 30일내에 그 상대방에 대하여 낙부의 통지를 발송하여야 한다. 그러나 인보험계약의 피보험자가 신체검사를 받아야 하는 경우에는 그 기간은 신체검사를 받은 날부터 기산한다.
②보험자가 제1항의 규정에 의한 기간내에 낙부의 통지를 해태한 때에는 승낙한 것으로 본다.
③보험자가 보험계약자로부터 보험계약의 청약과 함께 보험료 상당액의 전부 또는 일부를 받은 경우에 그 청약을 승낙하기 전에 보험계약에서 정한 보험사고가 생긴 때에는 그 청약을 거절할 사유가 없는 한 보험자는 보험계약상의 책임을 진다. 그러나 인보험계약의 피보험자가 신체검사를 받아야 하는 경우에 그 검사를 받지 아니한 때에는 그러하지 아니하다.
제649조 (사고발생전의 임의해지) 
①보험사고가 발생하기 전에는 보험계약자는 언제든지 계약의 전부 또는 일부를 해지할 수 있다. 그러나 제639조의 보험계약의 경우에는 보험계약자는 그 타인의 동의를 얻지 아니하거나 보험증권을 소지하지 아니하면 그 계약을 해지하지 못한다.
②보험사고의 발생으로 보험자가 보험금액을 지급한 때에도 보험금액이 감액되지 아니하는 보험의 경우에는 보험계약자는 그 사고발생후에도 보험계약을 해지할 수 있다.
③제1항의 경우에는 보험계약자는 당사자간에 다른 약정이 없으면 미경과보험료의 반환을 청구할 수 있다.
제654조 (보험자의 파산선고와 계약해지)
①보험자가 파산의 선고를 받은 때에는 보험계약자는 계약을 해지할 수 있다.
②제1항의 규정에 의하여 해지하지 아니한 보험계약은 파산선고 후 3월을 경과한 때에는 그 효력을 잃는다.

- 보험계약이 대리인에 의해 체결된 경우 대리인이 안 사유는 그 본인이 안 것과 동일한 것으로 한다[7].

## 관련판례
- 보험계약자 등이 보험자에 대하여 고지해야할 중요한 사항이란 보험자가 보험사고의 발생과 그로 인한 책임부담의 개연율을 측정하여 보험계약체결 여부를 결정하는 표준이 되는 사항이다.
- 보험계약에 있어 고지의무위반이 성립하기 위해서는 고지의무자에게 고의 또는 과실이 있어야 한다.
- 생명보험계약에서 피보험자가 신체검사를 받았다고 해서 고지의무가 면제되는 것은 아니어서 현재병에 대해 중대한 과실로 고지하지 않으면 고지의무 위반이 된다.
- 상법 제651조는 고지의무 위반으로 인한 계약해지에 관한 일반적 규정으로 이에 의하면 고지의무에 위반한 사실과 보험사고 발생 사이에 인과관계를 요하지 않는 점, 상법 제655조는 고지의무 위반 등으로 계약을 해지한 때에 보험금액청구에 관한 규정이므로, 그 본문뿐만 아니라 단서도 보험금액청구권의 존부에 관한 규정으로 해석함이 상당한 점, 보험계약자 또는 피보험자가 보험계약 당시에 고의 또는 중대한 과실로 중요한 사항을 불고지·부실고지하면 이로써 고지의무 위반의 요건은 충족되는 반면, 고지의무에 위반한 사실과 보험사고 발생 사이의 인과관계는 ‘보험사고 발생 시’에 비로소 결정되는 것이므로, 보험자는 고지의무에 위반한 사실과 보험사고 발생 사이의 인과관계가 인정되지 않아 상법 제655조 단서에 의하여 보험금액 지급책임을 지게 되더라도 그것과 별개로 상법 제651조에 의하여 고지의무 위반을 이유로 계약을 해지할 수 있다고 해석함이 상당한 점, 고지의무에 위반한 사실과 보험사고 발생 사이의 인과관계가 인정되지 않는다고 하여 상법 제651조에 의한 계약해지를 허용하지 않는다면, 보험사고가 발생하기 전에는 상법 제651조에 따라 고지의무 위반을 이유로 계약을 해지할 수 있는 반면, 보험사고가 발생한 후에는 사후적으로 인과관계가 없음을 이유로 보험금액을 지급한 후에도 보험계약을 해지할 수 없고 인과관계가 인정되지 않는 한 계속하여 보험금액을 지급하여야 하는 불합리한 결과가 발생하는 점, 고지의무에 위반한 보험계약은 고지의무에 위반한 사실과 보험사고 발생 사이의 인과관계를 불문하고 보험자가 해지할 수 있다고 해석하는 것이 보험계약의 선의성 및 단체성에서 부합하는 점 등을 종합하여 보면, 보험자는 고지의무를 위반한 사실과 보험사고의 발생 사이의 인과관계를 불문하고 상법 제651조에 의하여 고지의무 위반을 이유로 계약을 해지할 수 있다. 그러나 보험금액청구권에 관해서는 보험사고 발생 후에 고지의무 위반을 이유로 보험계약을 해지한 때에는 고지의무에 위반한 사실과 보험사고 발생 사이의 인과관계에 따라 보험금액 지급책임이 달라지고, 그 범위 내에서 계약해지의 효력이 제한될 수 있다[8].

대법원 99다49064 판결: ① 생명보험계약은 사람의 생명에 관한 우연한 사고에 대하여 금전을 지급하기로 약정하는 것이어서 금전을 취득할 목적으로 고의로 피보험자를 살해하는 등의 도덕적 위험의 우려가 있으므로, 그 계약 체결에 관하여 신의성실의 원칙에 기한 선의(이른바 선의계약성)가 강하게 요청되는바, 당초부터 오로지 보험사고를 가장하여 보험금을 취득할 목적으로 생명보험계약을 체결한 경우에는 사람의 생명을 수단으로 이득을 취하고자 하는 불법적인 행위를 유발할 위험성이 크고, 이러한 목적으로 체결된 생명보험계약에 의하여 보험금을 지급하게 하는 것은 보험계약을 악용하여 부정한 이득을 얻고자 하는 사행심을 조장함으로써 사회적 상당성을 일탈하게 되므로, 이와 같은 생명보험계약은 사회질서에 위배되는 법률행위로서 무효이다. ② 피보험자를 살해하여 보험금을 편취할 목적으로 체결한 생명보험계약은 사회질서에 위배되는 행위로서 무효이고, 따라서 피보험자를 살해하여 보험금을 편취할 목적으로 피보험자의 공동상속인 중 1인이 상속인을 보험수익자로 하여 생명보험계약을 체결한 후 피보험자를 살해한 경우, 다른 공동상속인은 자신이 고의로 보험사고를 일으키지 않았다고 하더라도 보험자에 대하여 보험금을 청구할 수 없다.

대법원 2005다23858 판결: (① 보험계약자가 다수의 보험계약을 통하여 보험금을 부정취득할 목적으로 보험계약을 체결한 경우, 이러한 목적으로 체결된 보험계약에 의하여 보험금을 지급하게 하는 것은 보험계약을 악용하여 부정한 이득을 얻고자 하는 사행심을 조장함으로써 사회적 상당성을 일탈하게 될 뿐만 아니라, 또한 합리적인 위험의 분산이라는 보험제도의 목적을 해치고 위험발생의 우발성을 파괴하며 다수의 선량한 보험가입자들의 희생을 초래하여 보험제도의 근간을 해치게 되므로, 이와 같은 보험계약은 민법 제103조 소정의 선량한 풍속 기타 사회질서에 반하여 무효이다.
 ② 보험계약자의 직업 및 재산상태, 다수의 보험계약의 체결 경위, 보험계약의 규모, 보험계약 체결 후의 정황 등 제반 사정상 보험계약체결이 순수하게 생명, 신체 등에 대한 우연한 위험에 대비하기 위한 것이라고 보기는 어렵고, 오히려 보험사고를 가장하거나 혹은 그 정도를 실제보다 과장하여 보험금을 부당하게 취득할 목적으로 체결하였음을 추인할 수 있다고 할 것

##### 보험자의 설명의무
대법원 1999.3.9, 선고, 98다43342, 판결: [1] 상법 제638조의3 제1항 및 약관의규제에관한법률 제3조의 규정에 의하여 보험자는 보험계약을 체결할 때에 보험계약자에게 보험약관에 기재되어 있는 보험상품의 내용, 보험료율의 체계, 보험청약서상 기재 사항의 변동 및 보험자의 면책사유 등 보험계약의 중요한 내용에 대하여 구체적이고 상세한 명시·설명의무를 지고 있다고 할 것이어서, 만일 보험자가 이러한 보험약관의 명시·설명의무에 위반하여 보험계약을 체결한 때에는 그 약관의 내용을 보험계약의 내용으로 주장할 수 없다.

## 참고 문헌
- 이기수∙최병규∙김인현, 『보험∙해상법』, 박영사, 2008. ISBN 9788910515210
- 전영주, 보험계약 강의, 블루피쉬(Blue Fish), 2011. ISBN 9788963152776